# Invasione di Grenada (1779)
L'invasione di Grenada si svolse tra il 2 e il 4 luglio 1779 nell'ambito dei più vasti eventi della guerra anglo-francese: una forza anfibia francese, guidata dall'ammiraglio Charles Henri d'Estaing, prese d'assalto la colonia britannica di Grenada difesa dalle truppe del governatore George Macartney; dopo scontri molto duri, Macartney fu obbligato ad arrendersi e l'isola rimase in mani francesi fino alla conclusione delle ostilità.

## Antefatti
A seguito dell'entrata della Francia nella guerra d'indipendenza americana come alleata dei ribelli delle Tredici colonie all'inizio del 1778, l'ammiraglio francese Charles Henri d'Estaing arrivò nelle Indie occidentali all'inizio del dicembre 1778 al comando di una grossa flotta composta di 12 vascelli e svariate unità minori. Allo stesso tempo arrivò in zona anche la squadra navale britannica dell'ammiraglio William Hotham, cosa che andò ad aumentare la consistenza della flotta britannica delle Indie occidentali dell'ammiraglio Samuel Barrington: queste forze congiunte riuscirono a catturare la colonia francese di Saint Lucia, frustrando il tentativo di d'Estaing di portare soccorso alla guarnigione. Il possesso di Santa Lucia consentiva ai britannici di tenere sotto sorveglianza la colonia francese della Martinica, dove d'Estaing aveva la sua base principale.
La flotta britannica fu ulteriormente rinforzata nel gennaio 1779 dall'arrivo di nove vascelli sotto il comando dell'ammiraglio John Byron, che assunse la direzione di tutte le operazioni nel teatro delle Isole Sopravento Settentrionali. Nel corso della prima metà del 1779 entrambe le flotte contrapposte andarono rafforzando i loro ranghi, fino a che i francesi guadagnarono una superiorità numerica sui britannici; inoltre, il 6 giugno Byron partì da Santa Lucia per andare a scortare un convoglio di navi mercantili in partenza da Saint Kitts alla volta dell'Europa, lasciando d'Estaing libero di agire. L'ammiraglio francese e il governatore della Martinica François Claude de Bouillé videro quindi l'opportunità di condurre una serie di azioni contro i possedimenti britannici nella zona.
Il primo obiettivo dei francesi, l'isola di Saint Vincent, fu catturato il 18 giugno, e d'Estaing rivolse quindi l'attenzione ad altri possedimenti della Gran Bretagna; l'ammiraglio puntava a occupare Barbados, un possedimento chiave dei britannici, ma ostacolato dai venti contrari di aliseo decise di dirottare la sua attenzione sull'isola di Grenada. All'epoca, Grenada era una delle più ricche colonie britanniche, grazie alla produzione di grosse quantità di canna da zucchero nelle sue piantagioni; George Macartney, il governatore britannico, era sull'allerta per una possibile invasione francese e avanzò numerose richieste d'aiuto all'ammiraglio Byron e al comando britannico di Saint Kitts, ma gli fu risposto che Saint Vincent era l'obiettivo principale dei francesi e che la flotta britannica sarebbe stata in grado di portare rapidamente soccorso a Grenada in caso di attacco.
Macartney disponeva di 101 soldati regolari del 48th Regiment of Foot e di 24 artiglieri oltre a più di 400 tra miliziani e volontari locali su cui tuttavia non era lecito fare grosso affidamento, considerando anche che un terzo di essi era di origine francese. Il governatore diede ordine di fortificare pesantemente Hospital Hill, un'altura prominente da cui si dominava sulla capitale dell'isola, Saint George's: gli approcci alla vetta furono fortificati con mura di pietra, mentre la sommità fu cinta da una palizzata circondata da trincee.

## L'invasione

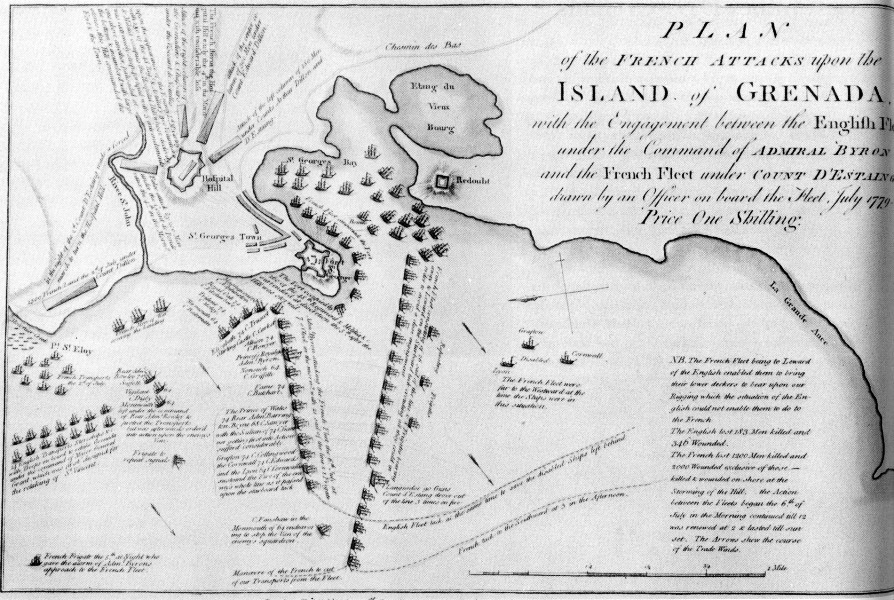
Schema dell'attacco francese in una stampa del 1779

La flotta francese pose l'ancora al largo di Grenada il 2 luglio, poco a nord di Saint George's. Le truppe che d'Estaing fece sbarcare consistevano in 1 400 soldati irlandesi del Régiment de Dillon e 700 francesi dei reggimenti Champagne, Foix, Auxerrois e Hainault; con l'arrivo dei francesi, Macartney ordinò a tutte le sue forze di ripiegare dietro alle fortificazioni di Hospital Hill. D'Estaing spese il 3 luglio in ricognizioni delle posizioni dei britannici; preoccupato che la flotta di Byron potesse fare la sua comparsa da un momento all'altro, il comandante francese decise di lanciare un assalto frontale alla postazione, non prima però di aver inviato una richiesta di resa a Macartney che tuttavia fu rifiutata.
Il piano di d'Estaing prevedeva di lanciare tre colonne contro il retro delle fortificazioni in un assalto alla baionetta, mentre un più piccolo distaccamento compiva una manovra diversiva davanti al punto da cui i britannici ritenevano più probabile potesse giungere un attacco. Le unità francesi si mossero nel pomeriggio del 3 luglio: le colonne, ciascuna composta da 300 uomini, erano al comando rispettivamente del generale irlandese Arthur Dillon, del suo fratello Édouard e del conte de Noailles; la colonna di Arthur Dillon era inoltre accompagnata da una avanguardia di 180 uomini sotto il comando di Jean-François, conte de Durat, mentre l'unità incaricata della diversione ammontava a 200 uomini. Alle 04:00 del 4 luglio la forza di diversione aprì il fuoco sulle postazioni britanniche, mentre le tre colonne caricavano su per i pendii di Hospital Hill: i difensori britannici andarono nel panico e molti di loro fuggirono dalla collina verso l'apparente salvezza di Fort George.
Nella loro precipitosa ritirata, i britannici abbandonarono molto del materiale ammassato sulla collina per metterlo al sicuro dal nemico e trascurarono di piantare chiodi nei foconi dei cannoni lì posizionati, mossa che li avrebbe invece resi inoperativi in caso di cattura; i francesi poterono così impiegare i pezzi catturati per aprire il fuoco su Fort George. Rendendosi conto che la situazione era ormai senza speranza, Macartney fece alzare bandiera bianca; i francesi presero circa 700 prigionieri e lamentarono una perdita di 36 morti e 71 feriti, sebbene le fonti britanniche stimino le perdite del nemico in 114 morti e circa 200 feriti. I francesi si impossessarono anche di 30 navi mercantili trovate alla fonda nel porto di Saint George's.

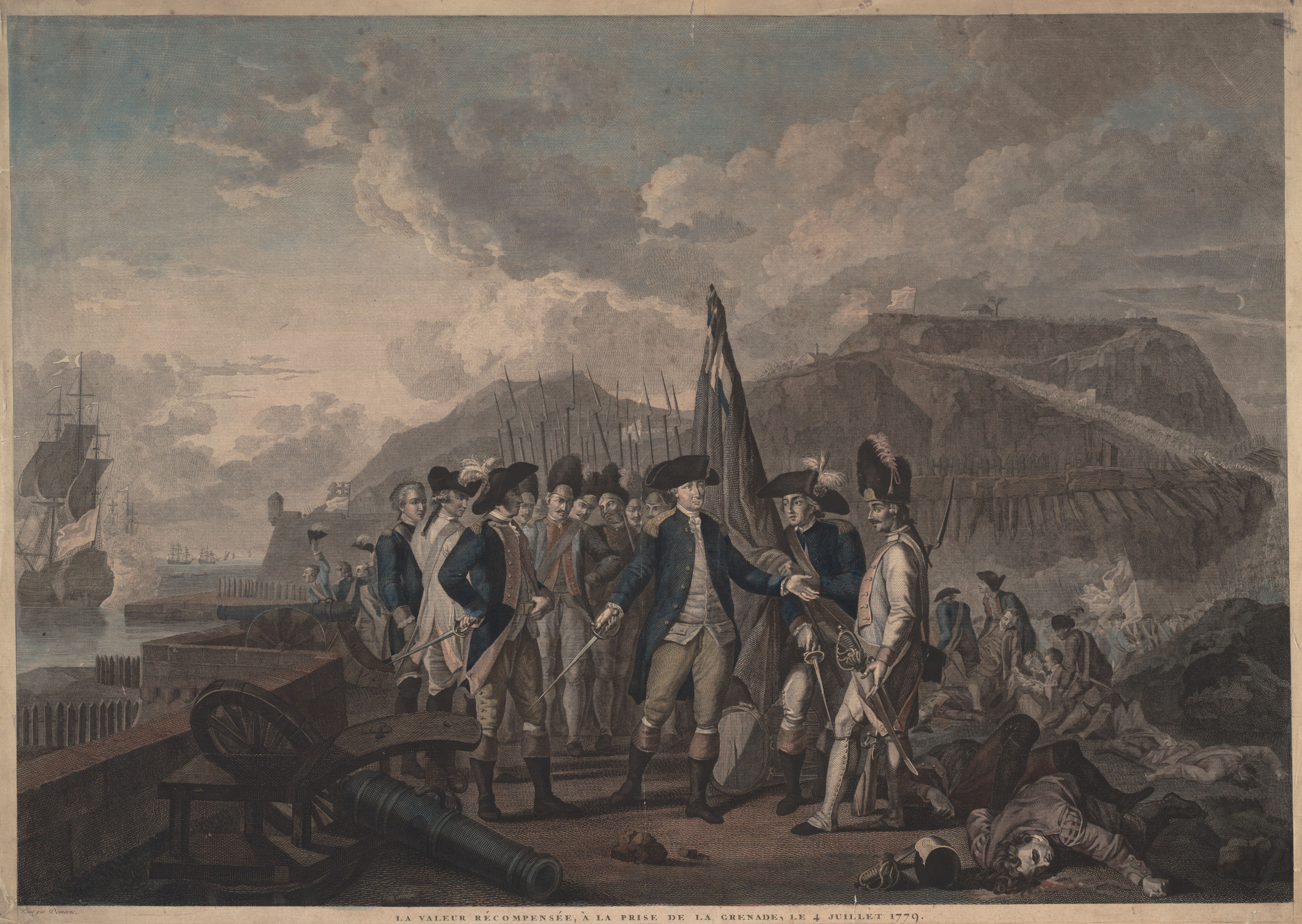
Una stampa del 1779 raffigurante d'Estaing al termine degli scontri a Grenada

L'ammiraglio d'Estaing respinse i termini di resa proposti da Macartney, insistendo per l'accoglimento di una lista di articoli da lui avanzati; Macartney trovò le richieste di d'Estaing «non solo senza precedenti e umilianti, ma dettate in modo talmente intrappolanti e incerte nella loro natura, nella portata e nello scopo che esse potevano in qualsiasi momento di fornire un pretesto per togliere la vita, insieme con i beni, ai capitolati». I suoi ufficiali furono unanimi nell'accettare, al posto dell'accordo, una resa incondizionata, e di conseguenza d'Estaing permise alle sue truppe di saccheggiare Saint George's; a Macartney e ad altri eminenti membri della società grenadina fu rifiutato il rilascio sulla parola, e tutti furono inviati in Francia come prigionieri di guerra.

## Conseguenze
L'ammiraglio Byron era stato raggiunto dalla notizia della caduta di Saint Vincent il 1º luglio, ed era sulla rotta per riconquistare l'isola quando gli giunse la notizia dell'attacco a Grenada; l'ammiraglio fece immediatamente rotta per l'isola, arrivandovi la mattina del 6 luglio. D'Estaing, avvisato dell'arrivo dei britannici il giorno prima, aveva reimbarcato molte delle sue truppe e levò le ancore alle 16:00 del 6 luglio; le opposte flotte si affrontarono quindi nella battaglia di Grenada, durante la quale d'Estaing prevalse sui disordinati attacchi di Byron. Dopo questa azione non ci furono altri scontri di vasta portata nella zona delle Indie occidentali, prima che d'Estaing salpasse verso nord per partecipare in settembre a un fallimentare assedio del porto di Savannah in Georgia, tenuto dai britannici.
Il successo di d'Estaing nel catturare Grenada e nello sconfiggere Byron lo rese molto popolare in Francia. Durante la loro occupazione, i francesi iniziarono a costruire una serie di fortificazioni su Richmond Hill progettate per fronteggiare un assalto come quello da loro lanciato, e quindi con i cannoni puntati più sull'entroterra alle spalle che dal lato del mare di fronte; queste difese furono poi completate dai britannici dopo il 1783.
Sia Grenada che Saint Vincent rimasero sotto il controllo della Francia fino alla conclusione delle ostilità nel 1783, quando furono restituite alla Gran Bretagna per effetto delle disposizioni del trattato di Parigi; il regime del governatore francese di Grenada, il conte de Durat, fu riportato dai residenti locali britannici come duro e repressivo. Dopo il ripristino del loro dominio, i britannici avviarono un giro di vite sulla popolazione prevalentemente cattolica e di lingua francese, portando a un malcontento generale e a un esodo dei franco-grenadiani verso Trinidad; queste divisioni religiose e culturali in seno alla società grenadiana contribuirono alla nascita di un movimento di resistenza locale al dominio britannico culminato nella rivolta di Fédon del 1795-1796.